# مقهى الجسور
مقهى و مطاعم الجسور كان مطعمًا و خدمة تقديم الطعام في بورتلاند، أوريغون . تأسس المقهى في عام 1994، وتم شراؤه لاحقًا من قبل توم ولورا لين-راكمان، اللذين استمرا في إدارة العمل حتى أدى التأثير الاقتصادي لوباء كوفيد-19 إلى الإغلاق في نوفمبر 2020. يقدم المطعم المأكولات الجنوبية وتكس مكس و قد حصل على أكثر من نصف إيراداته من تقديم الطعام. نظرًا لكونه المفضل في الحي، يتميز التصميم الداخلي بغرفة طعام صغيرة وطاولات مبلطة بالفسيفساء وأعمال فنية لفنانين مختلفين على الجدران تصور الجسور. اشتهر المقهى بفريكه و خادمه القديم المسمى فريدي وؤدعم المجموعات المحلية..